# CATIA

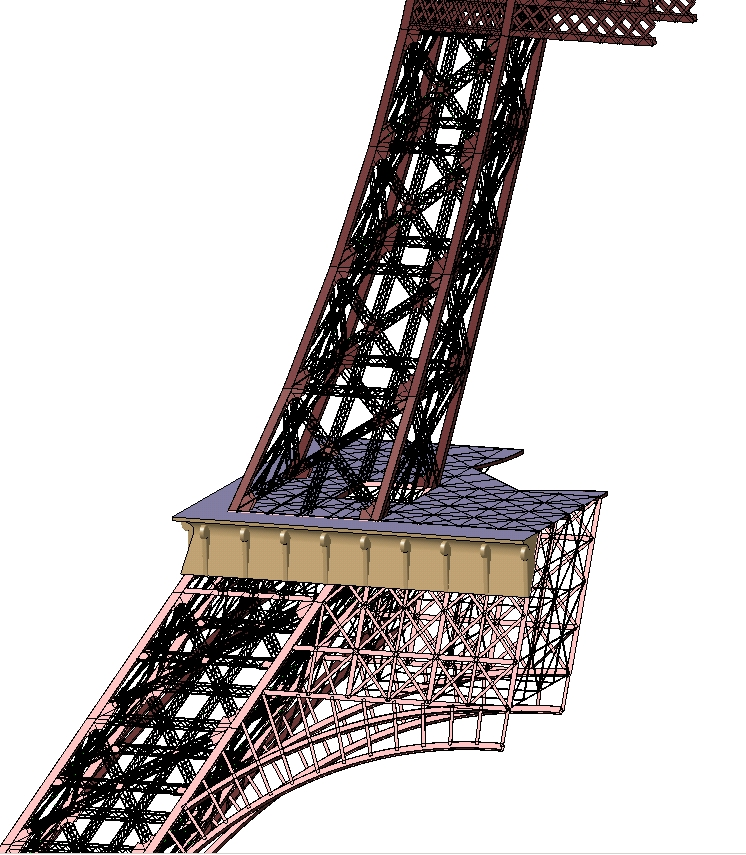
Severní pilíř Eiffelovy věže v CATIA

CATIA (Computer-Aided Three-Dimensional Interactive Application) je integrovaný systém počítačového návrhu, konstruování a výroby (CAD/CAM/CAE), vyvinutý francouzskou firmou Dassault Systèmes a užívaný hlavně v  leteckém a automobilovém průmyslu.

## Popis
CATIA je programový systém, podporující trojrozměrný interaktivní návrh, výrobu a inovace velmi složitých strojírenských výrobků po celou dobu jejich životnosti. CATIA server může pracovat na bázi Microsoft Windows, Linux, IBM AIX nebo (portace březen 1996) SGI IRIX (64bitový UNIX), klientské stanice pouze na Windows a SGI. Distributorem systému je od roku 1981 firma IBM.

## Historie
Vývoj systému, původně nazvaného CATI (z francouzského Conception Assistée Tridimensionnelle Interactive), začal roku 1977 v letecké firmě Avions Marcel Dassault pro vlastní potřebu. Roku 1981 byl přejmenován na CATIA a firma jej začala prodávat. Roku 1984 jej zavedla firma Boeing a roku 1988 byla verze 3 přenesena z mainframu na UNIX. Roku 1996 vyšla verze 4, roku 1998 nová verze 5 a roku 2008 verze 6.

## Významní uživatelé
- V letectví: Airbus, Boeing, kanadský Bombardier a brazilský Embraer.
- V automobilovém průmyslu: Audi, BMW, Daimler, Fiat, Ford, Hyundai, Chrysler, Porsche, PSA Peugeot Citroën, Renault, Scania, Škoda Auto, Toyota, Volkswagen, Volvo a další.
- Systém CATIA užívají i výrobci lodí a pneumatik.
- Věda a výzkum: CERN
- Systém využívají i týmy Formule 1

## Galerie (V5)

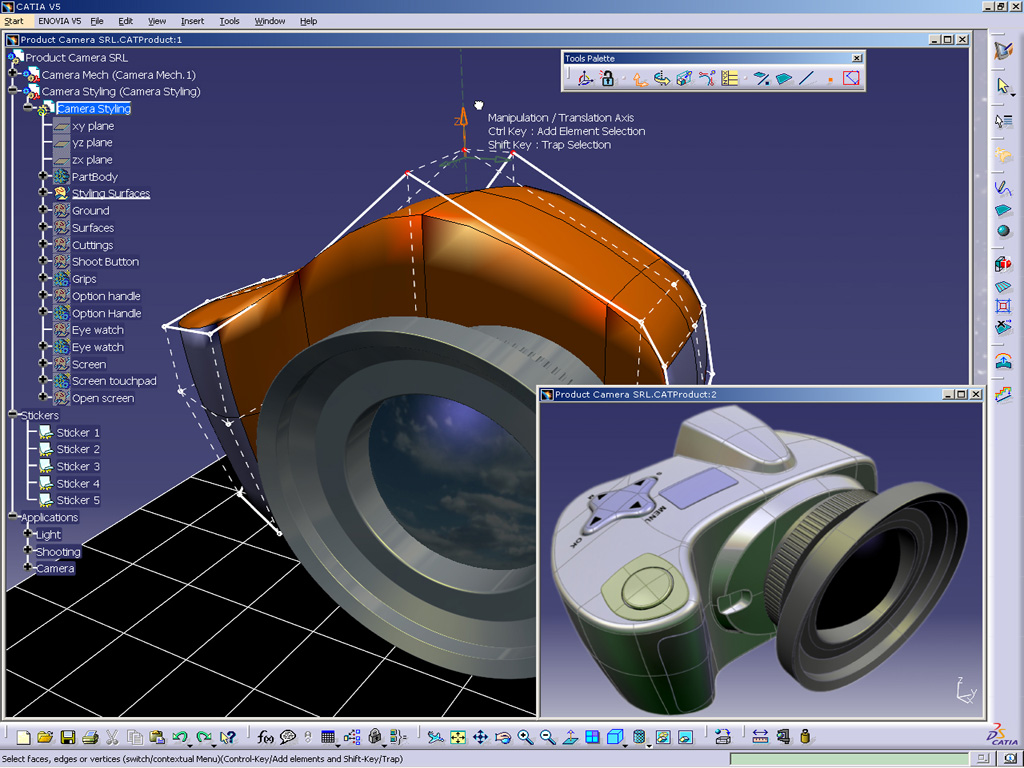
Návrh
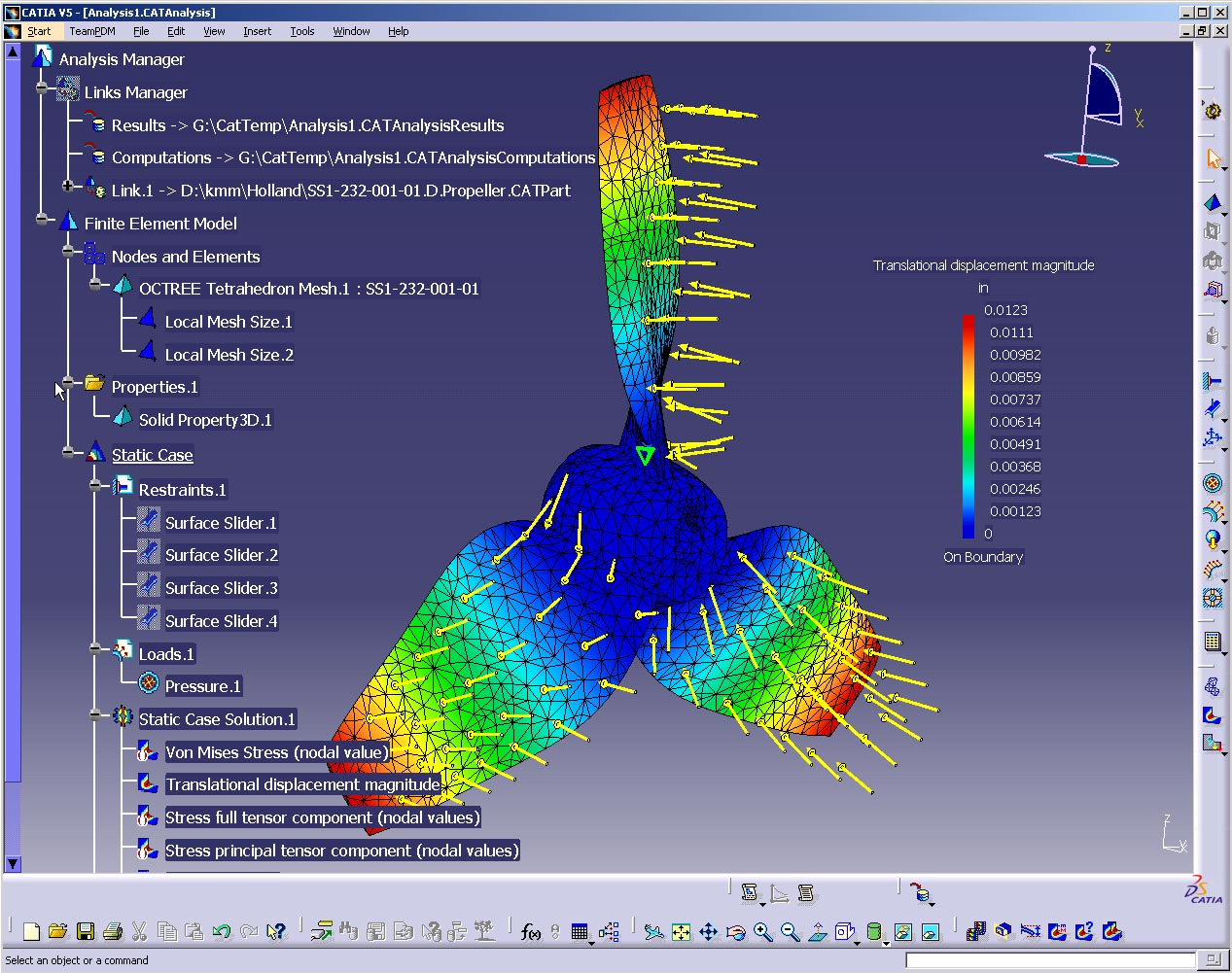
Simulace
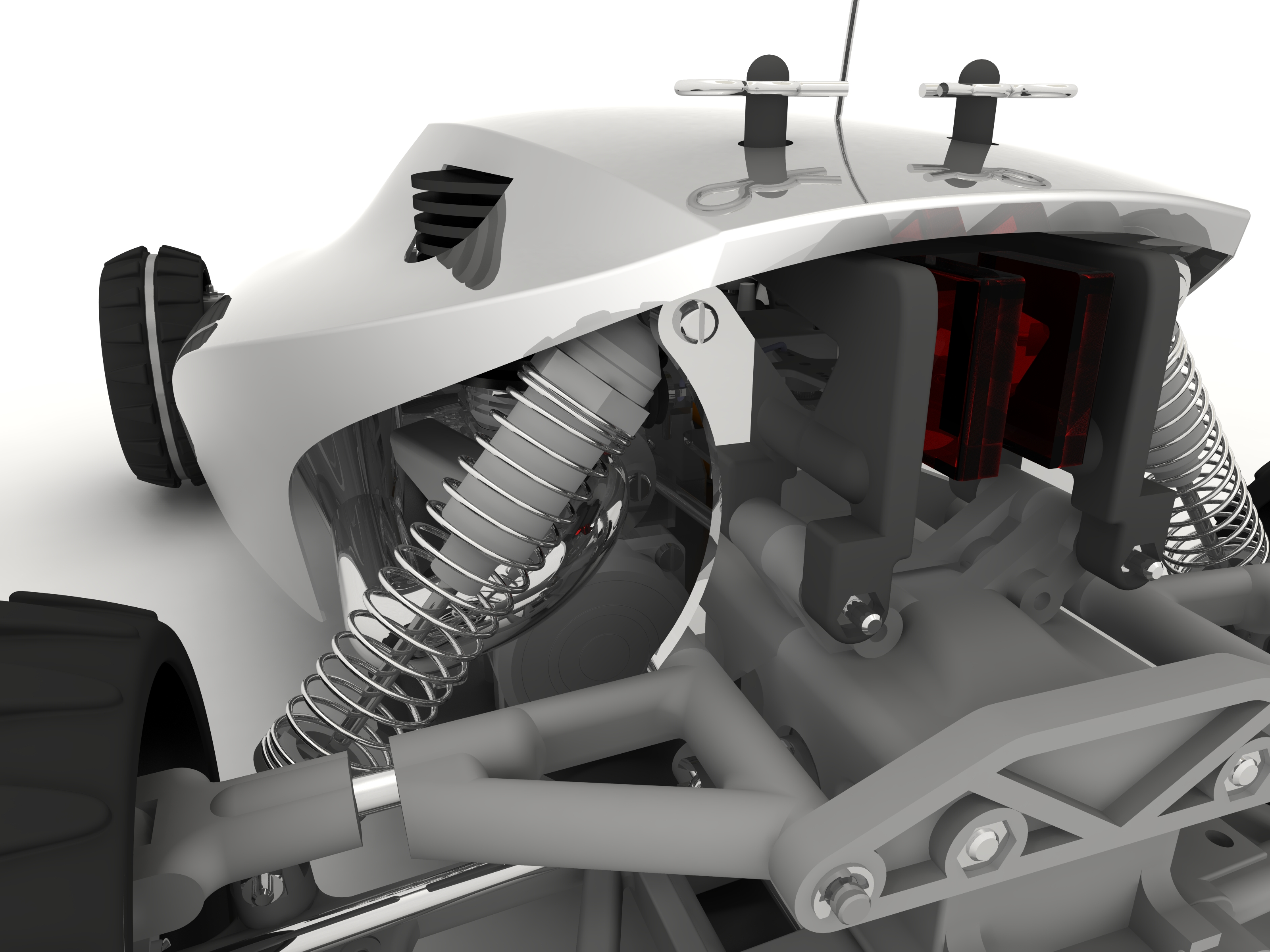
CATIA Rendering